# Pritchardia kaalae
Pritchardia kaalae es una especie de palmera que es originaria del bosque húmedo en los valles o en las crestas expuestas en el norte y noroeste de las montañas Waianae, en Oahu, a 450 - 980 m de altura.

## Descripción
Es una palmera que alcanza un tamaño de 10 m de alto; con los márgenes proximales de los peciolos con sólo unas pocas fibras, las hojas ligeramente onduladas, divididos a 1/3 o la mitad,  segmentos rígidos a caídos; las inflorescencias compuestas de 1-3  panículas, que superan las láminas foliares en flor y frutas, las panículas ramificadas de 2 órdenes,  las frutas de 25 x 25 mm, globosas.

## Taxonomía
Pritchardia kaalae fue descrita por  Joseph Rock y publicado en Mem. Bernice Pauahi Bishop Mus. 8: 46 1921.
Etimología
Ver: Pritchardia
Sinonimia
- Pritchardia kaalae var. minima Caum[5][6]